# Margaret Sutherland
Margaret Ada Sutherland (ur. 20 listopada 1897 w Adelaide, zm. 12 sierpnia 1984 w Melbourne) – australijska kompozytorka i pianistka.

## Życiorys
Pierwsze lekcje gry na fortepianie pobierała u swojej ciotki, Julii Sutherland, a później uczyła się u kompozytorki, Mony McBurney. W 1913 r. otrzymała dwa stypendia: na naukę gry na fortepianie u Edwarda Golla oraz kompozycji u Fritza Harta w Marshall Hall Conservatorium. W 1915 r. przeniosła się do University of Melbourne Conservatorium of Music, gdzie również zdobyła stypendium i mogła kontynuować naukę u Edwarda Golla. Jako pianistka zadebiutowała w 1916, występując w Sydney wraz z orkiestrą New South Wales State pod batutą Henry'ego Verbrugghena. W latach 1923-25 przebywała w Londynie, Wiedniu i Paryżu, doskonaląc swoje umiejętności w dziedzinie kompozycji przede wszystkim pod kierunkiem Arnolda Baxa. Pod koniec 1925 roku wróciła do Melbourne, gdzie 30 lipca 1927 roku poślubiła Normana Arthura Albistona, lekarza i psychiatrę.
Podczas swojej drugiej podróży do Europy w latach 1951-52 wraz z innym australijskim kompozytorem, Donem Banksem, pomagała założyć w Wielkiej Brytanii Australian Musical Association. Organizacja została powołana do promocji muzyki i muzyków australijskich, miała m.in. wpierać australijskich muzyków studiujących za granicą, organizować koncerty utworów australijskich kompozytorów i tworzyć bibliotekę australijskich partytur muzycznych w Australia House w Londynie.

## Twórczość
Jej twórczość obejmowała wiele gatunków muzyki wokalnej i instrumentalnej, od opery, baletu i muzyki ilustracyjnej do teatru, przez muzykę wokalną, po instrumentalną - orkiestrową i kameralną. Komponowała także utwory dla młodych wykonawców.
Twórczość Sutherland dzieli się na dwa etapy: przed i po II wojnie światowej. We wcześniejszym okresie dominowały pieśni, krótkie utwory chóralne, muzyka kameralna i krótkie utwory fortepianowe (głównie dydaktyczne), które wykazują wpływy muzyki angielskiej. W niektórych utworach kameralnych i instrumentalnych oraz w jej pierwszym dużym dziele orkiestrowym, Suicie na temat Purcella (1938), widoczne są tendencje neoklasyczne. W okresie powojennym na jej styl miała wpływ twórczość Bartoka, Hindemitha, Prokofiewa i Szostakowicza.

### Wybrane utwory:
- 2 Chorale Preludes on Bach’s Chorales na fortepian (1935),
- I Kwartet smyczkowy (1937),e
- Suite on a Theme of Purcell (1938),
- Concertino na fortepian i orkiestrę (1940),
- muzyka do spektaklu A Midsummer Night's Dream (W. Shakespeare) (1940),
- balet Selfish Giant (1947),
- poemat symfoniczny Haunted Hills (1950),
- Koncert skrzypcowy (1954),
- II Kwartet smyczkowy - Discussion (1954),
- Concerto grosso (1958),
- Divertimento na trio smyczkowe (1958),
- Fantasy na skrzypce i orkiestrę (1962),
- opera The Young Kabbarli (1964),
- Sonata na fortepian (1966),
- Extension na fortepian (1967),
- III Kwartet smyczkowy (1967).

## Medale i wyróżnienia
- tytuł doktora honoris causa Uniwersytetu w Melbourne (1969)
- Order Imperium Brytyjskiego (1970)
- medal Queens Jubilee (1977)
- Order of Australia (1981)[1].